# 納賽爾·阿斯瓦德·薩巴赫

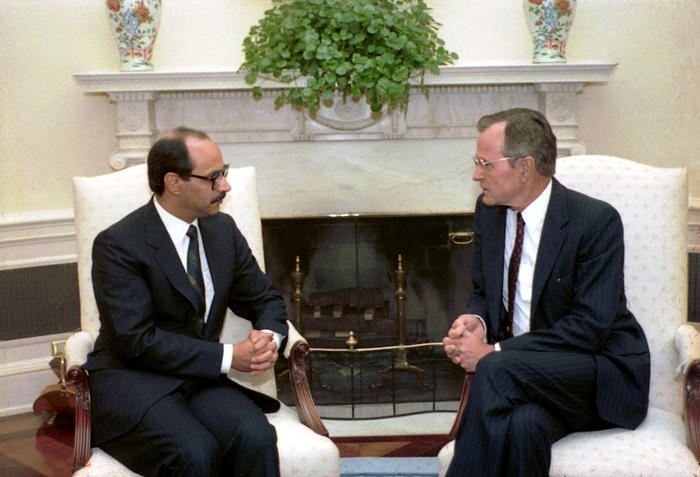
1990年，薩巴赫與喬治·赫伯特·沃克·布什

納賽爾·阿斯瓦德·薩巴赫（英語：Saud Nasser Al-Saud Al-Sabah，1944年10月3日—2012年1月21日），科威特政治人物和外交官。

## 生平

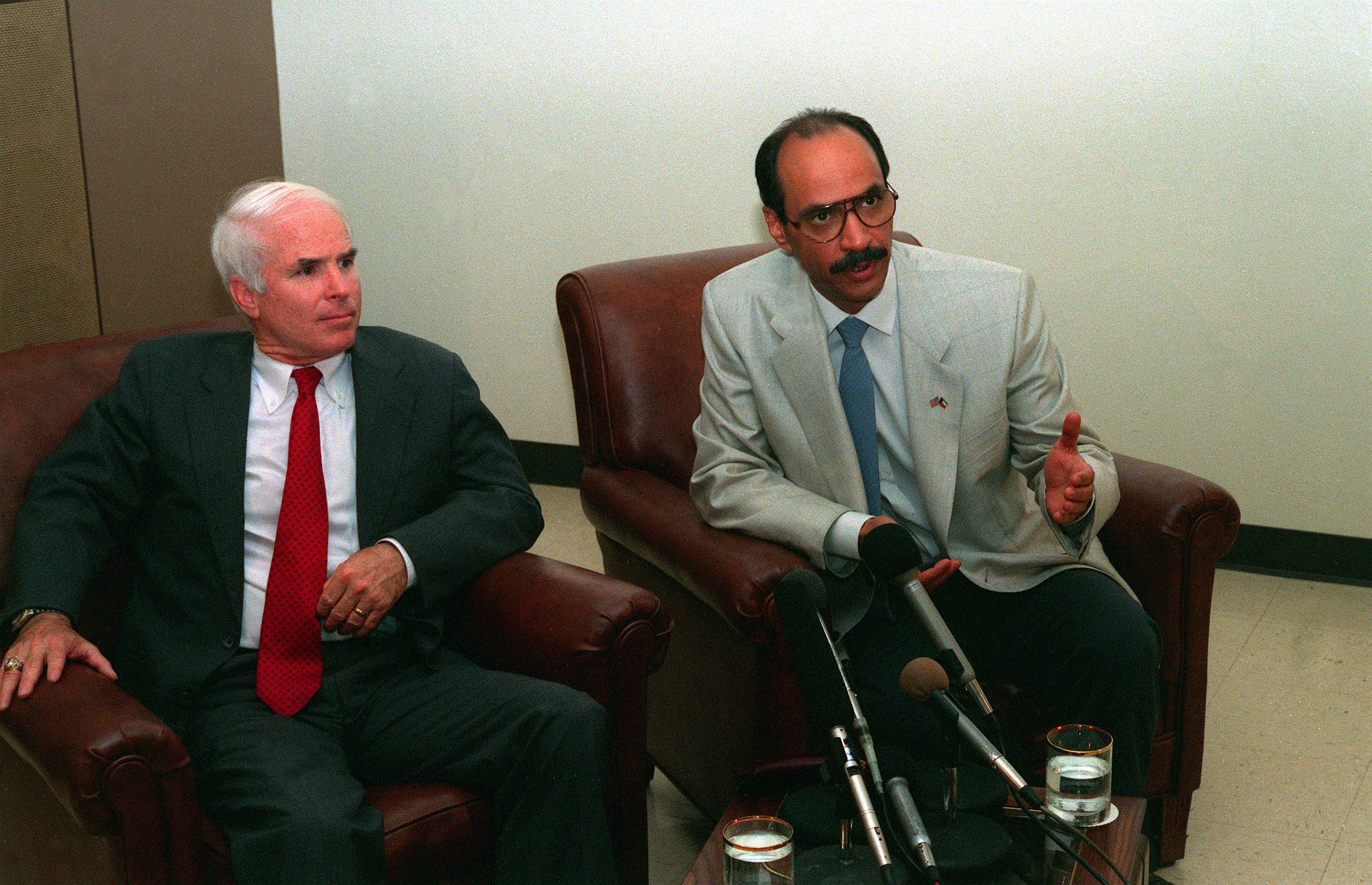
1991年，薩巴赫與約翰·馬侃

薩巴赫出生於1944年10月3日。他於1975年至1981年擔任科威特駐英國大使，隨後在第一次海灣戰爭期間（具體來說是1981年至1992年）擔任科威特駐美國大使。1992年，他被任命為新聞部長，並在此職位上工作直至1998年3月。1998年3月至2000年，他擔任石油部長，但因該國最大煉油廠爆炸，導致五名工人死亡，而辭去職務。
他曾強迫當時年僅15歲的女兒奈伊拉提供虛假證詞，並參與解放科威特給人民，該組織是科威特政府為推動美國參與海灣戰爭而建立的前線組織。1992年的紀錄片《推銷戰爭》（To Sell a War）對此進行了報導。
薩巴赫於2012年1月21日因癌症去世。

## 外部連結
- C-SPAN內的頁面（英文）